# Championnats du monde de triathlon longue distance 2001
Les Championnats du monde de triathlon longue distance 2001 présentent les résultats des championnats mondiaux longue distance de triathlon en 2001 organisés par la fédération internationale de triathlon.
Ces 8e championnats se sont déroulés à Fredericia au Danemark le 5 août 2001.

## Distances
| Distances course (kilomètres) | Distances course (kilomètres) | Distances course (kilomètres) |
| Natation                      | Vélo                          | Course à pied                 |
| ----------------------------- | ----------------------------- | ----------------------------- |
| 3,8                           | 180                           | 42                            |

## Résultats

### Homme
| Rang   | Athlète            | Pays     | Temps           |
| ------ | ------------------ | -------- | --------------- |
| Or     | Peter Sandvang     | Danemark | 8 h 24 min 17 s |
| Argent | Rasmus Henning     | Danemark | 8 h 25 min 45 s |
| Bronze | Jonas Colting      | Suède    | 8 h 26 min 32 s |
| 4      | Dirk Van Gossum    | Belgique | 8 h 28 min 59 s |
| 5      | Torbjørn Sindballe | Danemark | 8 h 30 min 35 s |
| 6      | Mika Luoto         | Finlande | 8 h 31 min 04 s |
| 7      | Tero Hyppoelae     | Finlande | 8 h 32 min 45 s |
| 8      | Marc Herremans     | Belgique | 8 h 34 min 06 s |
| 9      | Xavier Le Floch    | France   | 8 h 36 min 33 s |
| 10     | Frank Heldoorn     | Pays-Bas | 8 h 40 min 44 s |

### Femme
| Rang   | Athlète            | Pays      | Temps            |
| ------ | ------------------ | --------- | ---------------- |
| Or     | Lisbeth Kristensen | Danemark  | 9 h 27 min 17 s  |
| Argent | Lena Wahlqvist     | Suède     | 9 h 29 min 32 s  |
| Bronze | Suzanne Nielsen    | Danemark  | 9 h 46 min 02 s  |
| 4      | Bianca van Dijk    | Pays-Bas  | 9 h 48 min 21 s  |
| 5      | Karin Forsberg     | Suède     | 9 h 55 min 06 s  |
| 6      | Marijke Zeekant    | Pays-Bas  | 9 h 57 min 03 s  |
| 7      | Megumi Shigaki     | Japon     | 10 h 01 min 19 s |
| 8      | Anna Svardstörm    | Suède     | 10 h 04 min 08 s |
| 9      | Katja Mayer        | Allemagne | 10 h 09 min 52 s |
| 10     | Hélène Salomon     | France    | 10 h 10 min 21 s |

## Tableau des médailles
| Rang  | Nation   | Or | Argent | Bronze | Total |
| ----- | -------- | -- | ------ | ------ | ----- |
| 1     | Danemark | 2  | 1      | 1      | 4     |
| 2     | Suède    | 0  | 1      | 1      | 2     |
| Total | Total    | 2  | 2      | 2      | 6     |